# Eko-filozofia (Henryk Skolimowski)
Eko-filozofia – termin stosowany na oznaczenie gałęzi filozofii ekologicznej (ekofilozofii), którego twórcą był Henryk Skolimowski (1930–2018), polski filozof, profesor działający głównie w Stanach Zjednoczonych. Eko-filozofia rozwijana była od połowy lat 70. XX wieku, obejmując zagadnienia: aksjologiczne, kosmologiczne, teologiczne, etyczne, epistemologiczne i antropologiczne, jak również zagadnienia będące przedmiotem zainteresowania filozofii nauki, filozofii społecznej, filozofii kultury i filozofii techniki.

## Główne idee
Naczelną ideą eko-filozofii, będącą również podstawą jej epistemologii jest holizm, czyli całościowe postrzeganie rzeczywistości, przeciwstawne mechanistycznemu i pozytywistycznemu paradygmatowi poznania, wywodzącemu się z tradycji kartezjańsko-newtonowskiej. Integralnym składnikiem obrazu rzeczywistości jest ludzki umysł, który ma charakter niezbywalny i współtworzący świat. Stąd też wywodzi się idea umysłu partycypującego, rozwinięta w swoistą koncepcję epistemologiczną. Drugim składnikiem nowego, systemowego paradygmatu poznawczego eko-filozofii jest podejście ewolucyjne (procesualne), dostrzegające jedność, wzajemne powiązanie i celowość całej rzeczywistości, w szczególności życia biologicznego, świata i kosmosu. Wyraża się to również w perspektywie eschatologicznej i historiozoficznej. Naczelną ideą to odzwierciedlającą jest hasło The World as Sanctuary („Świat jako Sanktuarium”). Świat jest miejscem przyjaznym człowiekowi, wymagającym szacunku i czci, a nie mechanistycznym zegarem i terenem do egoistycznej eksploatacji. Zakłada to rozwój wewnętrzny człowieka, który wraz z rozwojem świadomości, duchowości i wrażliwości świadczy o naszym człowieczeństwie.
Współczesny poziom degradacji środowiska naturalnego jest dla Skolimowskiego punktem wyjścia radykalnej krytyki nowożytnej cywilizacji zachodniej. Sam tytuł jego głównego dzieła – Filozofia żyjąca – jest polemiczny wobec jednostronnie pozytywistycznych nurtów filozoficznych XX w., w których jak ów tytuł sugeruje nie ma życia, gdyż w analizach języka przepadł sokratejski wątek królowej nauk. Eko-filozofia stanowi więc próbę powrotu do źródłowej, mądrościowej wizji filozofii, służącej życiu i jego wartości. Przykładem tzw. życiowskazu eko-filozofii są zalecenia „ekologii umysłu” jak np. „Nie pozwól, aby Twój umysł stał się koszem na śmieci”. Jak czytamy w jego książce Filozofia żyjąca. Ekofilozofia jako drzewo życia: „istnieje potrzeba stworzenia alternatywnego stylu życia, który powinien oznaczać zmiany nie tylko w naszej technologii, ekonomii i wzorach życia, lecz zmiany w naszej moralności, racjonalności i pojęciowym myśleniu”.
Koncepcja świata jako Sanktuarium zakłada postawę rewerencji, która prowadzi do odpowiedzialności, implikującej z kolei właściwą, proekologiczną świadomość, postawę i styl życia. Wartości te tworzą ekoetykę (na gruncie eko-filozofii określaną jako eko-etykę), bazującą na takich wartościach, jak (obok wspomnianej wcześniej zasady odpowiedzialności i rewerencji): afirmacja życia, umiarkowanie, różnorodność, empatia, ekosprawiedliwość dla wszystkich. W swojej filozofii Skolimowski nawiązuje, wykorzystuje i rozwija idee: ewolucjonizmu P. Teilharda de Chardin, A.N. Whitehead'a, zasady antropicznej, jak również nawiązuje do dorobku takich myślicieli i uczonych jak: Sokrates, Platon, B. Spinoza, J.J. Rousseau, romantyczni filozofowie przyrody, H. Bergson, A. Leopold, M. Gandhi, A. Schweitzer, H. Jonas, D. Bohm, J.A. Wheeler.
Eko-filozofię, włącznie z innymi prądami filozofii ekologicznej uznaje się za teoretyczną i aksjologiczną podbudowę współczesnego światopoglądu ekologicznego, proekologicznego systemu wartości oraz strukturalne uzasadnienie koncepcji trwałego i zrównoważonego rozwoju (sustainable development). Razem z innymi gałęziami filozofii ekologicznej, jak ekologia głęboka (ekozofia) A. Naessa czy ekofeminizm jest traktowana jako dziedzina zainteresowań szeroko pojętej ekologii społecznej.

## Geneza, tło i główne dzieła
Tak jak inne odłamy ekofilozofii, tworzone od lat 60. XX wieku, eko-filozofia była odpowiedzią na potrzebę przeciwdziałania coraz szerzej postrzeganemu kryzysowi społeczno-ekologicznemu, artykułowanemu w licznych ruchach społecznych, kontrkulturowych i ekologicznych tamtego okresu oraz próbą nakreślenia konstruktywnych podstaw dla nowego, ekologicznego światopoglądu. Eko-filozofia kształtowała się w opozycji wobec tzw. filozofii analitycznej, skoncentrowanej na analizie języka, kierując się w stronę prób udzielenia odpowiedzi na żywotne problemy cywilizacji technicznej i życia współczesnego człowieka, poszukującego sensu. Eko-filozofia przeciwstawia się takim postawom i tendencjom ideowym i cywilizacyjnym jak: mechanicyzm, materializm, dualizm, atomizm, redukcjonizm, scjentyzm, ekonomizm, konsumpcjonizm, technokratyzm, antropocentryzm – analizując ich przyczyny i projektując stanowiska alternatywne. Jako odłam filozofii ekologicznej (ekofilozofii) odróżnia się od ekologii głębokiej (ekozofii) stworzonej przez norweskiego filozofa Arne Naessa (1912-2009) i jego kontynuatorów B. Devalla i G. Sessionsa; nowej opowieści o ziemi Th. Berry'ego; ekologii społecznej M. Bookchina; hipotezy Gai J. Lovelocka, koncepcji odpowiedzialności H. Jonasa, poszczególnych prądów etyki środowiskowej czy też ruchu New Age.
Źródłowym manifestem eko-filozofii był esej pt. Ecological humanism (Ekologiczny humanizm), wygłoszony w czerwcu 1974 w czasie sympozjum na temat alternatywnej technologii, w Architecture Association School of Architecture w Londynie. W roku 1977 ukazał się mały traktat filozoficzny pod tym samym tytułem. Rok później „ekologiczny humanizm” został zastąpiony terminem „eko-filozofia” i dalej był konsekwentnie stosowany. W roku 1981 ukazała się główna publikacja nt. filozofii ekologicznej  pt. Eco-philosophy: Designing New Tactics for Living. Było to oficjalne oznajmienie nowego kierunku filozofii współczesnej. Wkrótce po ukazaniu się dzieło to zostało przetłumaczone na 10 języków. Następny etap rozwoju eko-filozofii prowadził do eko-teologii. W 1984 roku odbyła się pierwsza międzynarodowa konferencja na temat ekoteologii, w Dartington Hall w Devon, której efektem była rozprawa Eco-Theology: Toward a Religion for our Times a później dzieło pt. A Secred Place to Dwell (jego polskie tłumaczenie ukazało się w roku 1999 pt. Święte Siedlisko Człowieka).
Następna faza rozwoju eko-filozofii dotyczyła przedefiniowania roli i znaczenia umysłu w filozofii i całym kosmosie. Główne dzieło na ten temat (prawdopodobnie opus magnum Skolimowskiego) nosi tytuł The Participatory Mind (Umysł partycypujący), przetłumaczona na język czeski, ale nie na polski. W 1992 roku okazała się książka Living Philosophy: Eco-Philosophy as a Tree of Life (Filozofia żyjąca: Eko-filozofia jako drzewo życia). Do głównych prac z zakresu eko-filozofii Henryka Skolimowskiego, które ukazały się w języku polskim należą:
1. Zmierzch światopoglądu naukowego, ODNOWA, Londyn, 1974;
2. Ocalić Ziemię – Świt filozofii ekologicznej, Warszawa 1991;
3. Medytacje o prawdziwych wartościach człowieka który poszukuje sensu życia, Wrocławska Oficyna Wydawnicza Astrum, Wrocław 1991;
4. Nadzieja Matką Mądrych, Biblioteka Ery Ekologicznej Towarzystwo Przyjaciół Filozofii Ekologicznej, Warszawa 1993;
5. Filozofia Żyjąca Eko-filozofia jako Drzewo Życia, Wydawnictwo Pusty Obłok, Warszawa 1993;
6. Technika a Przeznaczenie Człowieka, Wydawnictwo ETHOS, Warszawa 1995;
7. Święte Siedlisko Człowieka, Centrum Uniwersalizmu przy Uniwersytecie Warszawskim, Polska Federacja Życia, Warszawa 1999;
8. Wizje Nowego Millenium, Wydawnictwo EJB, Kraków 1999;
9. Zielone Oko Kosmosu, Wokół Ekofilozofii w Rozmowie i Esejach, Wydawnictwo Atla 2, Wrocław 2003;
10. Geniusz Światła a świętość życia, Biblioteka Filozoficzna, Oficyna Wydawnicza Vega, Warszawa 2007.